# Old Bushmills Distillery
La Old Bushmills Distillery è una distilleria di Bushmills nella contea di Antrim in Irlanda del Nord, che vanta il titolo di più antica distilleria autorizzata di whiskey al mondo.
La distilleria Bushmills utilizza l'acqua prelevata dal Saint Columb’s Rill, che è un affluente del fiume Bush. La distilleria è anche una popolare attrazione turistica, con circa 120.000 visitatori all'anno.
La data 1608 stampata sull'etichetta del marchio si riferisce all’anno in cui fu concessa la prima licenza reale per distillare whiskey nella zona, che ha una lunga tradizione nella distillazione, risalente al XIII secolo.
Nel 1608, il re Giacomo I concesse a Sir Thomas Phillips, proprietario terriero fondatore della vicina Limavady, la prima licenza per distillare whiskey in Irlanda, in tutto quello che allora era il territorio di Route, nel nord della contea di Antrim.
Con il nome Bushmills Old Distillery Company fu fondata nel 1784 da Hugh Anderson. Dopo alterni periodi di chiusura nella sua storia successiva, la distilleria è in funzione continua da quando è stata ricostruita dopo un incendio nel 1885.
Dopo la seconda guerra mondiale, la distilleria fu acquistata dall'imprenditore scozzese Isaac Wolfson e, nel 1972, entrò a far parte della Irish Distillers, che a quel punto controllava la produzione di tutto il whiskey irlandese.
Nel giugno 2005, la distilleria è stata acquistata da Diageo per £ 200 milioni.
Nel maggio 2008, la Bank of Ireland ha emesso una nuova serie di banconote in sterline in Irlanda del Nord che presentano tutte un'illustrazione della Old Bushmills Distillery, sostituendo la precedente serie di banconote che raffigurava la Queen's University di Belfast.
Nel novembre 2014 è stato annunciato che Diageo aveva scambiato il marchio Bushmills con Jose Cuervo in cambio del 50% del marchio di tequila Don Julio che Diageo non possedeva già